# Taylor Fuchs
Taylor Brett Fuchs (White City, 17 gennaio 1987) è un supermodello canadese.

## Biografia
Nato a White City in Saskatchewan (Canada), Taylor Fuchs comincia la propria carriera di modello all'età di vent'anni, firmando un contratto con l'agenzia di moda Public Image Worldwide. Nel 2007 debutta sfilando per Burberry, Dolce & Gabbana, Fendi, e Lindberg. Contemporaneamente compare sulle riviste 10 men e GQ.
Nel 2008 diventa testimonial per le campagne pubblicitarie di Dolce & Gabbana, di Gianfranco Ferré, di Benetton e di Valentino (insieme a Angela Lindvall e Isabeli Fontana). Nello stesso anno sfila per Missoni, Moschino, e Valentino fra Milano e Parigi, e per Lacoste e John Varvatos a New York nel 2009 sfila per Bensimon Argentina . Compare inoltre sulla copertina di Numéro, fotografato da Greg Kadel.
Ad agosto passa dalla Public Image Worldwide alla prestigiosa Wilhelmina Models, e viene nominato dalla rivista Forbes come il modello maschio del 2008 di maggior successo, scendendo alla nona posizione l'anno successivo.

## Agenzie
- Wilhelmina Models
- Public Image Worldwide - New York
- Why Not Model Agency